# Kaiser-Jubiläum-Jubelwalzer
Kaiser-Jubiläum-Jubelwalzer (Valzer del Giubileo dell'Imperatore) op.434, è un valzer di Johann Strauss (figlio).

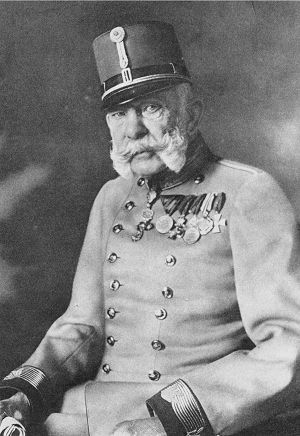
L'imperatore d'Austria Francesco Giuseppe I.

Il 2 dicembre 1848 a Olmütz (Olomouc) il diciottenne Francesco Giuseppe (1830-1916) venne proclamato imperatore d'Austria dopo che la rivoluzione del 1848 aveva costretto all'abdicazione lo zio, l'imperatore Ferdinando I d'Austria. Il maggio seguente, dopo la creazione di una nuova costituzione centralizzata, il giovane monarca fece il suo trionfale ingresso a Vienna.
Quaranta anni dopo, il 2 dicembre 1888, Francesco Giuseppe si prodigò affinché il quarantesimo anniversario dalla sua incoronazione venisse celebrato in tutta l'Austria e nella maggior parte delle colonie austriache attraverso atti di umanità e di beneficenza. Splendide e numerose furono le feste nella nazione per onorare l'amato sovrano.
Johann Strauss per questa occasione creò uno dei suoi grandi valzer del periodo maturo, che come Sinnen und Minnen op. 435 e Kaiser-Walzer op. 437, visualizza una ricchezza nella scrittura orchestrale meno evidente nei suoi precedenti lavori.
Il compositore stesso condusse l'Orchestra Strauss nella prima esecuzione del Kaiser-Jubilaum Jubelwalzer al concerto di beneficenza del fratello Eduard al Musikverein lo stesso giorno delle celebrazioni imperiali, il 2 dicembre 1888.